# بيل كونينغهام (محامي)
بيل كونينغهام (بالإنجليزية: Bill Cunningham)‏ هو قاضي ومحامي أمريكي، ولد في 15 أكتوبر 1944.